# Bidos
Bidos – miejscowość i gmina we Francji, w regionie Nowa Akwitania, w departamencie Pireneje Atlantyckie.
Według danych na rok 1990 gminę zamieszkiwało 1317 osób, a gęstość zaludnienia wynosiła 968 osób/km² (wśród 2290 gmin Akwitanii Bidos plasuje się na 330. miejscu pod względem liczby ludności, natomiast pod względem powierzchni na miejscu 1577.).